# Der Bozen-Krimi: Weichende Erben
Weichende Erben ist ein deutscher Kriminalfilm von Sabine Derflinger aus dem Jahr 2023 und der 17. Film der ARD-Kriminalfilmreihe Der Bozen-Krimi. Die Erstausstrahlung im Deutschen Fernsehen erfolgte am 9. Februar 2023 als Donnerstagskrimi auf Das Erste.

## Handlung
Commissario Capo Sonja Schwarz joggt vor Arbeitsbeginn durch die Bozener Landschaft und kommt an einem Bewässerungskanal vorbei, wo, unschwer zu erkennen, ein lebloser Körper treibt. Sie zieht die weibliche Leiche aus dem Kanal und ruft ihren Kollegen Commissario Jonas Kerschbaumer und die neue Gerichtsmedizinerin Felicitas hinzu. Bei den ersten Untersuchungen am Tatort können sie anhand des Personalausweises im Portemonnaie feststellen, dass es sich bei der Toten um Therese Pfister, die einer Obstbauerndynastie angehörte, handelt. Am Tatort werden sie vom Waaler Urban Mazur, der für die Wasserversorgung zuständig ist, beobachtet. Er kannte die Tote und hatte zu ihr ein inniges Verhältnis, aber er wolle nichts gehört oder gesehen haben. Allerdings habe er ihre Leiche vor Commissario Capo Sonja Schwarz entdeckt und es vorgezogen, ihren Noch-Ehemann Bruno über ihren Tod zu informieren, anstatt die Polizei zu verständigen, was ihn schnell tatverdächtig macht. Auch Johannes Karner, der Bruder der Toten, gerät ins Visier der Ermittlungen. Karner bezahlt Mazur, damit er am meisten von der Wasserversorgung profitiert. Deshalb ist er unter den Stadtbewohnern allgemein unbeliebt.

## Hintergrund
Die Dreharbeiten zu Der Bozen-Krimi: Weichende Erben fanden im Zeitraum vom 10. Mai 2022 bis zum 15. Juli 2022 in Bozen und näherer sowie weiterer Umgebung statt.

## Einschaltquoten
Bei der Erstausstrahlung am 9. Februar 2023 wurde Der Bozen-Krimi: Weichende Erben in Deutschland von 5,94 Millionen Zuschauern gesehen, was einem Marktanteil von 21,8 Prozent entsprach.